# Ryan Bedford
Ryan Bedford (Yuma, Arizona, 20 oktober 1986) is een voormalige Amerikaanse langebaanschaatser. Hij kwam voor de Verenigde Staten uit op de Olympische Winterspelen 2010 in Vancouver.

## Persoonlijke records
| Afstand     | Tijd     | Datum             | Baan           |
| ----------- | -------- | ----------------- | -------------- |
| 500 meter   | 37,10    | 23 januari 2010   | Salt Lake City |
| 1000 meter  | 1.10,25  | 3 januari 2011    | Salt Lake City |
| 1500 meter  | 1.45,86  | 26 december 2009  | Salt Lake City |
| 3000 meter  | 3.49,58  | 26 september 2009 | Salt Lake City |
| 5000 meter  | 6.25,49  | 5 december 2009   | Calgary        |
| 10000 meter | 13.20,46 | 30 december 2009  | Salt Lake City |

## Resultaten
| Jaar | CK N-Amerika | WK Afstanden              | Olympische Spelen |
| ---- | ------------ | ------------------------- | ----------------- |
| 2008 | 8e           |                           |                   |
| 2009 |              | 21e 5000m · achtervolging |                   |
| 2010 |              |                           | 12e 10.000m       |